# Vorderer Brunnenkogl
Vorderer Brunnenkogl är en bergstopp i Österrike. Den ligger i distriktet Imst och förbundslandet Tyrolen, i den västra delen av landet. Toppen på Vorderer Brunnenkogl är 3 393 meter över havet.
Den högsta punkten i närheten är Hinterer Brunnenkogl, 3 438 meter över havet, sydost om Vorderer Brunnenkogl. Närmaste samhälle är Mandarfen, norr om Vorderer Brunnenkogl. 
Trakten runt Vorderer Brunnenkogl består i huvudsak av kala bergstoppar och isformationer.